# St. Maria Junggesellenbruderschaft Neuwerk-Kloster
Die St. Maria Junggesellenbruderschaft Neuwerk-Kloster e.V. wurde 1755 in Mönchengladbach Neuwerk gegründet. Sie entstand aus der St. Barbara Bruderschaft Neuwerk e.V., der ältesten Neuwerker Bruderschaft. Als gemeinnützige Organisation ist die Bruderschaft im Vereinsregister des Amtsgerichts Mönchengladbach unter der Nummer VR 847 eingetragen.

## Geschichte
Die St. Maria Junggesellenbruderschaft Neuwerk-Kloster e.V. wurde in den 1750er Jahren von Mitgliedern der ältesten Neuwerker Bruderschaft, der St. Barbara Bruderschaft Neuwerk e.V. von 1497, gegründet. Das Gründungsdatum ist heute nicht mehr genau festzustellen, die älteste noch erhaltene Satzung stammt aus dem Jahre 1755. Diese erste Satzung regelte die Pflichten der Könige und der Bruderschaftler. Die erste, heute nicht mehr erhaltene, Fahne erhielt die Bruderschaft im Jahre 1756. Somit wurde die Satzung um das Amt des Fähnrichs erweitert. Seit der Gründung der Bruderschaft fanden nahezu in jedem Jahr der Vogelschuss zur Ermittlung des neuen Königs und die Frühkirmes (Prunk) statt. 1903 erhielt die Bruderschaft die bis heute älteste erhaltene Fahne. Während der beiden Weltkriege ruhte das Bruderschaftsleben aller Bruderschaften in Neuwerk. In dieser Zeit sind viele Besitztümer der Bruderschaft verloren gegangen. Einige Mitglieder konnten aber Fahne und Königssilber über die Kriege hinaus retten. So konnten alle Bruderschaften in Neuwerk wieder neu aufgebaut werden, was mit großem Interesse verfolgt wurde. 1949 fanden die ersten Feierlichkeiten nach dem Krieg statt. Seit 1956 findet eine gemeinsame Parade aller vier Neuwerker Bruderschaften statt. 1969 musste das Bruderschaftsleben aufgrund finanzieller Probleme und Streitigkeiten innerhalb der Bruderschaft ruhen. Im folgenden Jahr fanden sich jedoch einige Mitglieder, die es sich zur Aufgabe machten, die Bruderschaft wieder zu alter Stärke zu führen. Im Jahre 2005 wurde das 250-jährige Bestehen der Bruderschaft in Neuwerk gefeiert.

## Die Bruderschaft heute
Die Bruderschaft besteht aktuell aus ca. 100 Mitgliedern und ist somit die kleinste Bruderschaft in Neuwerk. Viele Traditionen werden bis heute aufrechterhalten. So zum Beispiel das Feiern einer Früh- und Spätkirmes sowie des Schützenbaumfestes. Bis heute ist kein Jahr vergangen, in dem es keinen König aus den Reihen der Bruderschaft gab.